# Bare mosse (västra)
Bare mosse (västra) este o arie protejată (arie specială de conservare — SAC, sit de importanță comunitară — SCI, arie de protecție specială avifaunistică — SPA) din Suedia întinsă pe o suprafață de 397 ha, integral pe uscat.

## Localizare
Centrul sitului Bare mosse (västra) este situat la coordonatele 58°00′26″N 13°56′43″E / 58.0073°N 13.9453°E.

## Înființare
Situl Bare mosse (västra) a fost declarat sit de importanță comunitară în iulie 2000 pentru a proteja 9 specii de animale. Alte tipuri de protecție:
- arie de protecție specială avifaunistică (în iulie 2000)[2]
- arie specială de conservare (în martie 2011)[1][3][4]

## Biodiversitate
Situată în ecoregiunea boreală, aria protejată conține 4 habitate naturale: Mlaștini împădurite, Taiga vestică, Mlaștini turboase de tranziție și turbării mișcătoare, Turbării active.
La baza desemnării sitului se află mai multe specii protejate de  păsări (9): cocoșul de mesteacăn (Bonasa bonasia), cufundar mic (Gavia stellata), cocor (Grus grus), codobatura galbenă (Motacilla flava), culic mare (Numenius arquata), ploier auriu (Pluvialis apricaria), cocoșul de mesteacăn (Tetrao tetrix tetrix),  cocoș de munte (Tetrao urogallus), fluierar de mlaștină (Tringa glareola).